# Ionuț Rada

Ionuț Rada la antrenamentul echipei Steaua București.

Ionuț Alin Rada (n. 6 iulie 1982, Craiova, România) este un jucător român de fotbal care joacă la Sănătatea Cluj.

## Universitatea Craiova
Rada și-a început cariera jucând pentru Universitatea Craiova și, de asemenea, pentru școala de fotbal de la Craiova a lui Gheorghe Popescu. A debutat în Liga I pentru Universitatea Craiova, dar după doar 4 meciuri fiind împrumutat la AS Rocar București. A revenit la Universitatea Craiova și a jucat acolo până în 2004, a înscris 1 gol în 42 de apariții.

## AS Rocar București
A jucat pentru AS Rocar București 13 meciuri, dar nu a reușit să înscrie niciun gol. El a fost apoi readus înapoi la Universitatea Craiova.

## Rapid București
În 2004 s-a alăturat echipei Rapid București, împreună cu colegul lui de la Universitatea Craiova, Ionuț Stancu. De la Rapid, el a fost împrumutat un sezon la Progresul București, în care a avut 14 apariții și a marcat 2 goluri, unul dintre cele două goluri fiind marcat împotriva echipei la care avea să joace mai târziu, Steaua București.
La 27 iulie 2006, Rada a suferit o accidentare și a ratat începutul de sezon. El a petrecut o lună sub tratament la clinica Isokinetic în Bologna. A fost lăsat în afara echipei, pentru prima dată în 26 noiembrie 2006 de către Răzvan Lucescu, din cauza contraperformanței lui împotriva Mlada Boleslav în Cupa UEFA. În martie 2006 a primit Medalia „Meritul Sportiv” clasa a II-a cu o baretă din partea președintelui României de atunci, Traian Băsescu, deoarece a făcut parte din echipa Rapidului care a obținut calificarea în sferturile Cupei UEFA 2005-2006.
George Copos, i-a crescut salariul lui Rada de la 60.000 € la 120.000 € pe 21 februarie 2007, din cauza jocului lui bun. Avea unul dintre cele mai mici salarii de la Rapid până la dublarea acestuia.
A jucat pentru Rapid în 65 meciuri și a marcat 3 goluri. Cea mai bună performanță la acest club a fost sezonul 2005-06 al Cupei UEFA.

## Steaua București
Ionuț Rada a semnat cu Steaua București pe data de 25 iulie 2007 pentru 3 ani. Steaua București a plătit pe el un preț de 800.000 €, dar pentru că jucătorul era 50% deținut de fostul fotbalist român Gheorghe Popescu, clubul a trebuit să plătească alți 800.000 € astfel rezultă o sumă totală de transfer de 1.600.000 €. Popescu, a declarat că a fost principal responsabil pentru transferul lui Rada la Steaua.
El a fost pus pe lista de transfer de către fostul său club Rapid, pentru că fanii credeau că jucătorul nu a dat 100% pentru respectivul club. Cu acordul lui și cu confirmarea lui George Copos, el a fost pus pe lista de transfer.
Salariul său la Steaua a fost de 120.000 € pe sezon, dar el a spus că banii nu sunt importanți, visul său fiind de a juca pentru Steaua, în UEFA Champions League. El a fost sigur că a făcut o alegere bună pentru că a avut, de asemenea, oferte de la alte echipe.
A marcat primul său gol pentru Steaua împotriva echipei FC Vaslui în Liga I. Și-a făcut debutul în UEFA Champions League într-un meci Slavia Praga, meci pierdut de către Steaua cu 2-1.
A fost împrumutat la alegerea lui CS Otopeni în prima jumătate a anului 2009, și a revenit la Steaua la sfârșitul sezonului.

## Al Nasr Dubai
La finele anului 2009, Rada a semnat un contract pentru un sezon și jumătate cu echipa din Emiratele Arabe Unite, Al-Nasr SC (Dubai), primind un salariu anual de 360.000 €, de trei ori mai mult decât avea la Steaua.

## CFR Cluj
După doar șase luni petrecute în Emirate, Rada și-a reziliat contractul cu Al Nasr și a semnat o înțelegere pe trei sezoane cu CFR Cluj, valabilă din iulie 2010.

## Performanțe internaționale
A jucat pentru Steaua București în grupele UEFA Champions League, contabilizând 6 meciuri în această competiție. El a fost selecționat de către Anghel Iordănescu la echipa națională de fotbal a României pentru prima dată pe 20 august 2003 împotriva echipei naționale de fotbal a Ucrainei. Are 2 selecții la echipa națională de fotbal a României.

## Titluri
| Sezon     | Club               | Titlu              |
| --------- | ------------------ | ------------------ |
| 2005-2006 | FC Rapid București | Cupa României      |
| 2006-2007 | FC Rapid București | Cupa României      |
| 2006-2007 | FC Rapid București | Supercupa României |

## Viața personală
Este căsătorit din 2010 cu Teodora, cu care are două fete, Eva și Iris Catrinel.